# Dallas Open 2023 - Qualificazioni singolare
Le qualificazioni del singolare del Dallas Open 2023 sono state un torneo di tennis preliminare per accedere alla fase finale. I vincitori dell'ultimo turno sono entrati di diritto nel tabellone principale. In caso di ritiro di uno o più giocatori aventi diritto a questi sono subentrati gli alternate, coloro che vengono ammessi al tabellone principale a causa dell'assenza di un lucky loser che possa sostituire il giocatore ritirato.

## Teste di serie
1. Fernando Verdasco (qualificato)
2. Aleksandar Vukic (primo turno)
3. Shang Juncheng (primo turno)
4. Brandon Holt (qualificato)

1. Gabriel Diallo (ultimo turno, lucky loser)
2. Mitchell Krueger (ultimo turno)
3. Stefan Kozlov (ultimo turno)
4. Jonáš Forejtek (primo turno)

## Qualificati
1. Fernando Verdasco
2. Zachary Svajda

1. Alex Rybakov
2. Brandon Holt

### Lucky loser
1. Gabriel Diallo

## Tabellone

### Sezione 1
|  | Primo turno | Primo turno           | Primo turno           | Primo turno | Primo turno |  |  | Ultimo turno | Ultimo turno      | Ultimo turno      | Ultimo turno | Ultimo turno |  |
|  |             |                       |                       |             |             |  |  |              |                   |                   |              |              |  |
|  | 1           | Fernando Verdasco     | 3                     | 6           | 7           |  |  |              |                   |                   |              |              |  |
|  |             | Evan Zhu              | 6                     | 4           | 65          |  |  | 1            | Fernando Verdasco | Fernando Verdasco | 6            | 7            |  |
|  | Alt         | Jack Pinnington Jones | Jack Pinnington Jones | 4           | 3           |  |  | 6            | Mitchell Krueger  | Mitchell Krueger  | 4            | 5            |  |
|  | 6           | Mitchell Krueger      | Mitchell Krueger      | 6           | 6           |  |  |              |                   |                   |              |              |  |

### Sezione 2
|  | Primo turno | Primo turno          | Primo turno          | Primo turno | Primo turno |  |  | Ultimo turno | Ultimo turno   | Ultimo turno   | Ultimo turno | Ultimo turno |  |
|  |             |                      |                      |             |             |  |  |              |                |                |              |              |  |
|  | 2           | Aleksandar Vukic     | Aleksandar Vukic     | 5           | 3           |  |  |              |                |                |              |              |  |
|  |             | Zachary Svajda       | Zachary Svajda       | 7           | 6           |  |  |              | Zachary Svajda | Zachary Svajda | 6            | 6            |  |
|  | PR          | Thai-Son Kwiatkowski | Thai-Son Kwiatkowski | 3           | 4           |  |  | 7            | Stefan Kozlov  | Stefan Kozlov  | 3            | 4            |  |
|  | 7           | Stefan Kozlov        | Stefan Kozlov        | 6           | 6           |  |  |              |                |                |              |              |  |

### Sezione 3
|  | Primo turno | Primo turno    | Primo turno    | Primo turno | Primo turno |  |  | Ultimo turno | Ultimo turno   | Ultimo turno   | Ultimo turno | Ultimo turno |  |
|  |             |                |                |             |             |  |  |              |                |                |              |              |  |
|  | 3           | Shang Juncheng | 7              | 63          | 1           |  |  |              |                |                |              |              |  |
|  |             | Elmar Ejupovic | 65             | 7           | 6           |  |  |              | Elmar Ejupovic | Elmar Ejupovic | 5            | 3            |  |
|  | Alt         | Alex Rybakov   | Alex Rybakov   | 6           | 6           |  |  | Alt          | Alex Rybakov   | Alex Rybakov   | 7            | 6            |  |
|  | 8           | Jonáš Forejtek | Jonáš Forejtek | 4           | 4           |  |  |              |                |                |              |              |  |

### Sezione 4
|  | Primo turno | Primo turno           | Primo turno           | Primo turno | Primo turno |  |  | Ultimo turno | Ultimo turno   | Ultimo turno   | Ultimo turno | Ultimo turno |  |
|  |             |                       |                       |             |             |  |  |              |                |                |              |              |  |
|  | 4           | Brandon Holt          | Brandon Holt          | 6           | 6           |  |  |              |                |                |              |              |  |
|  | WC          | Nick Chappell         | Nick Chappell         | 3           | 2           |  |  | 4            | Brandon Holt   | Brandon Holt   | 7            | 7            |  |
|  | WC          | Antonio Muñiz Hidalgo | Antonio Muñiz Hidalgo | 4           | 3           |  |  | 5            | Gabriel Diallo | Gabriel Diallo | 68           | 65           |  |
|  | 5           | Gabriel Diallo        | Gabriel Diallo        | 6           | 6           |  |  |              |                |                |              |              |  |